# Lago Ranco
Il lago Ranco è un lago del Cile, quarto per superficie del paese. Si estende su una superficie di 410 km², e la sua profondità massima è di 199 metri. Il lago è localizzato nella provincia di Ranco, nella regione di Los Ríos.